# Edgar Wingender
Edgar Wingender (* 30. September 1952 in Liebenau) ist ein deutscher Biochemiker, Molekularbiologe und Bioinformatiker. 2002-2018 war er Professor und Direktor der neu gegründeten Abteilung, später Institut, für Bioinformatik an der Universitätsmedizin Göttingen (UMG).

## Leben und Wirken
Edgar Wingender studierte Chemie an der Technischen Universität Braunschweig, wo er 1980 in der Fachrichtung Biochemie über die Struktur des Nukleosoms promovierte. In der anschließenden Postdoktorandenzeit bei Klaus Seifart an der Philipps-Universität Marburg arbeitete er bis 1986 über Transkriptionsfaktoren der RNA-Polymerase III.
Es folgte eine Forschungstätigkeit zum Thema Protein Design an der Gesellschaft für Biotechnologische Forschung (GBF) mbH (heute Helmholtz-Zentrum für Infektionsforschung) in Braunschweig, wo er 1993 das Projekt Bioinformatik der Genregulation initiierte und bis 2002 die Arbeitsgruppe Bioinformatik leitete. In dieser Zeit wurde u. a. die Datenbank TRANSFAC, die er bereits zuvor in privater Initiative begründet hatte, Gegenstand und später wichtige Grundlage einer Reihe von öffentlich geförderten Projekten.
Seit 2002 war Wingender Professor für Bioinformatik an der Georg-August-Universität Göttingen und bis zum Eintritt in den Ruhestand 2018 Direktor des Instituts für Bioinformatik der Universitätsmedizin Göttingen (UMG).
1997 begründete Wingender die BIOBASE GmbH zum Vertrieb und der weiteren Pflege der Datenbank TRANSFAC. Von 2001 bis 2010 leitete er das Unternehmen als einer von zwei Geschäftsführern (President & CSO). 2010 gründete er gemeinsam mit Alexander Kel in Wolfenbüttel das Unternehmen geneXplain GmbH, das er als Geschäftsführer (CEO) bis 2022 leitete und seitdem berät.

## Forschung
Wingenders Forschungsschwerpunkt liegt heute in der bioinformatischen und systembiologischen Erforschung genregulatorischer Netzwerke.

## Veröffentlichungen (Auswahl)
Bücher
- E. Wingender (ed.): Biological Petri Nets. Bioinformation Systems / IOS Press, Amsterdam 2010.
- E. Wingender: Gene Regulation in Eukaryotes. VCH, Weinheim / New York / Basel / Cambridge 1993.

Fachartikel
- E. Wingender, T. Schoeps, M. Haubrock, M. Krull, J. Dönitz: TFClass: expanding the classification of human transcription factors to their mammalian orthologs In: Nucleic Acids Res. 46, 2018, S. D343-D347.
- M. Haubrock, F. Hartmann, E. Wingender: NF-Y binding site architecture defines a c-Fos targeted promoter class In: PLoS ONE 11, 2016, S. e0160803.
- X. Hua, L. Chen, J. Wang, J. Li, E. Wingender: Identifying cell-specific microRNA transcriptional start sites In: Bioinformatics 32, 2016, S. 2403–2410.
- E. Wingender, T. Schoeps, M. Haubrock, J. Dönitz: TFClass: a classification of human transcription factors and their rodent orthologs In: Nucleic Acids Res. 43, 2015, S. D97-D102.
- J. Dönitz, E. Wingender: EndoNet: An information resource about the intercellular signaling network In: BMC Syst. Biol. 8, 2014, S. 49.
- E. Wingender: Criteria for an updated classification of human transcription factor DNA-binding domains In: J. Bioinform. Comput. Biol. 11, 2013, S. 1340007.
- E. Wingender, T. Schoeps, T., J. Dönitz: TFClass: An expandable hierarchical classification of human transcription factors In: Nucleic Acids Res. 41, 2013, S. D165-D170.
- J. Li, X. Hua, M. Haubrock, J. Wang, E. Wingender: The architecture of the gene regulatory networks of different tissues In: Bioinformatics 28, 2012, S. i509-514.
- P. Stegmaier, M. Krull, N. Voss, A. Kel, E. Wingender: Molecular mechanistic associations of human diseases. In: BMC Syst. Biol., 4, 2010, S. 1024.
- E. Wingender: The TRANSFAC project as an example of framework technology that supports the analysis of genomic regulation. In: Brief. Bioinform., 9, 2008, S. 326–332.
- A. P. Potapov, B. Goemann, E. Wingender: The pairwise disconnectivity index as a new metric for the topological analysis of regulatory networks. In: BMC Bioinformatics, 9, 2008, S. 227.
- A. Kel, N. Voss, T. Valeev, P. Stegmaier, O. Kel-Margoulis, E. Wingender: ExPlain: finding upstream drug targets in disease gene regulatory networks. In: SAR QSAR Environ Res., 19, 2008, S. 481–494.
- A. Potapov, I. Liebich, J. Dönitz, K. Schwarzer, N. Sasse, T. Schoeps, T. Crass, E. Wingender: EndoNet: An information resource about endocrine networks. In: Nucleic Acids Research., 34, 2006, S. D540-D545.
- M. Krull, S. Pistor, N. Voss, A. Kel, I. Reuter, D. Kronenberg, H. Michael, K. Schwarzer, A. Potapov, C. Choi, O. Kel-Margoulis, E. Wingender: TRANSPATH®: an Information resource for storing and visualizing signaling pathways and their pathological aberrations. In: Nucleic Acids Res., 34, 2006, S. D546-D551.
- T. Sauer, E. Shelest, E. Wingender: Evaluating phylogenetic footprinting for human-rodent comparisons. In: Bioinformatics, 22, 2006, S. 430–437.
- A. E. Kel, E. Gößling, I. Reuter, E. Cheremushkin, O. V. Kel-Margoulis, E. Wingender: MATCHTM: a tool for searching transcription factor binding sites in DNA sequences. In: Nucleic Acids Res., 31, 2003, S. 3576–3579.
- D.-U. Kloos, C. Choi, E. Wingender: The TGF-β-Smad network: introducing bioinformatic tools. In: Trends Genet., 18, 2002, S. 96–103, PMID 11818142.
- E. Wingender: Compilation of transcription regulating proteins. In: Nucleic Acids Res., 16, 1988, S. 1879–1902, PMC 338188 (freier Volltext).